# Lycodes
Lycodes es un género de peces de la familia de los Zoarcidae en el orden de los Perciformes.

## Especies
- Lycodes adolfi  Nielsen & Fosså, 1993
- Lycodes akuugun  Stevenson & Orr, 2006.[2]
- Lycodes albolineatus  Andriashev, 1955.[3]
- Lycodes albonotatus  Taranetz & Andriashev, 1934
- Lycodes bathybius  Schmidt, 1950.[4]
- Lycodes brevipes  Bean, 1890.[5]
- Lycodes brunneofasciatus  Suvorov, 1935.[6]
- Lycodes caudimaculatus  Matsubara, 1936
- Lycodes concolor  Gill & Townsend, 1897
- Lycodes cortezianus  Gilbert, 1890
- Lycodes diapterus  Gilbert, 1892
- Lycodes esmarkii  Collett, 1875
- Lycodes eudipleurostictus  Jensen, 1902
- Lycodes fasciatus  Schmidt, 1937
- Lycodes frigidus  Collett, 1879
- Lycodes fulvus  Toyoshima, 1985
- Lycodes gracilis  Sars, 1867
- Lycodes heinemanni  Soldatov, 1916
- Lycodes hubbsi  Matsubara, 1955
- Lycodes japonicus  Matsubara & Iwai, 1951
- Lycodes jenseni  Taranetz & Andriashev, 1935
- Lycodes jugoricus  Knipowitsch, 1906
- Lycodes knipowitschi  Popov, 1931
- Lycodes lavalaei  Vladykov & Tremblay, 1936
- Lycodes luetkenii  Collett, 1880
- Lycodes macrochir  Schmidt, 1937
- Lycodes macrolepis  Taranetz & Andriashev, 1935
- Lycodes marisalbi  Knipowitsch, 1906
- Lycodes matsubarai  Toyoshima, 1985
- Lycodes mcallisteri  Møller, 2001
- Lycodes microlepidotus  Schmidt, 1950
- Lycodes microporus  Toyoshima, 1983
- Lycodes mucosus  Richardson, 1855
- Lycodes nakamurae  Tanaka, 1914
- Lycodes nishimurai  Shinohara & Shirai, 2005
- Lycodes obscurus  Toyoshima, 1985
- Lycodes ocellatus  Toyoshima, 1985
- Lycodes paamiuti  Møller, 2001
- Lycodes pacificus Collett, 1879
- Lycodes palearis  Gilbert, 1896
- Lycodes pallidus  Collett, 1879
- Lycodes paucilepidotus  Toyoshima, 1985
- Lycodes pectoralis  Toyoshima, 1985
- Lycodes polaris  Sabine, 1824
- Lycodes raridens  Taranetz & Andriashev, 1937
- Lycodes reticulatus  Reinhardt, 1835
- Lycodes rossii  Malmgren, 1865
- Lycodes sadoensis  Toyoshima & Honma, 1980
- Lycodes sagittarius  McAllister, 1976
- Lycodes schmidti  Gratzianov, 1907
- Lycodes semenovi  Popov, 1931
- Lycodes seminudus  Reinhardt, 1837
- Lycodes sigmatoides  Lindberg & Krasyukova, 1975
- Lycodes soldatovi  Taranetz & Andriashev, 1935
- Lycodes squamiventer  Jensen, 1904
- Lycodes tanakae  Jordan & Thompson, 1914
- Lycodes teraoi  Katayama, 1943
- Lycodes terraenovae  Collett, 1896
- Lycodes toyamensis  Katayama, 1941
- Lycodes turneri  Bean 1879
- Lycodes uschakovi  Popov, 1931
- Lycodes vahlii  Reinhardt, 1831
- Lycodes yamatoi  Toyoshima 1985
- Lycodes ygreknotatus  Schmidt, 1950.[7][8][9][10][11][12][13]